# Apophyga sericea
Apophyga sericea là một loài bướm đêm trong họ Geometridae.